# Strukturverben in der spanischen Sprache
Mit dem Begriff Strukturverben werden in diesem Artikel die nicht-lexikalischen Verben des Spanischen zusammengefasst, also die Verbklassen der Kopula-, Hilfs- und Modalverben, im Gegensatz zu den Vollverben.

## Erläuterungen, Zusammenfassung
Für die Morphologie des spanischen Verbs gilt, dass es nur eine kleine Auswahl an Suffixe zur Verfügung hat, so enden die Verben immer entweder auf die Suffixe -ar, -er oder -ir.
Im Gegensatz zu den Vollverben, verbos plenos sind die Strukturverben nicht in der Lage, ohne die Hilfe eines weiteren Worts ein Prädikat zu bilden. Während also Vollverben allein als Prädikat, predicado auftreten können, erscheinen die Kopulaverben zusammen mit einem Prädikativum, atributo und die Hilfsverben und Modalverben dienen in Verbindung mit einem Vollverb der Bildung zusammengesetzter Prädikate.

## Charakteristika der Strukturverben
So bilden sie im Gegensatz zu den Vollverben eine eigene Gruppe, bestehend aus:
- Kopula bzw. Kopulative Verben, verbos copulativos,
- Hilfsverben, verbos auxiliares und
- Modalverben, verbos modales.

Kopulative Verben werden mit einem Nomen, Pronomen oder Adverb zu einem mehrgliedrigen Prädikat ausgebaut, das wegen der Beteiligung nominaler Wortarten in der Grammatik des Spanischen dann als „nominales Prädikat“ bezeichnet wird. Sie haben also die Funktion, die betreffenden Wörter prädizierbar zu machen. Hilfsverben sind Funktionswörter, die zur Bildung der analytischen Formen des Verbs dienen. Modalverben verbinden sich regelmäßig mit Vollverben zu einem mehrgliedrigen verbalen Prädikat. So bestimmt die Auswahl des Hilfsverbs bzw. der Kopula darüber, ob der zu bildende Satz im Aktiv, mit „haber“ steht oder aber im Passiv, mit „ser“ bei sich vollziehenden Handlungen bzw. „estar“ bei vollendeten Handlungen.
Sie lassen sich zu einer Einheit zusammenfassen, gleichwohl ohne bisher in der sprachwissenschaftlichen Literatur hierfür eine spezifische Gruppenbezeichnung für diese Verbalgruppen aufzuweisen, einer Gruppe, die also nicht für sich allein das Prädikat zu bilden im Stande ist. Sie könnten in Spanisch in Anlehnung an Weber (2005) als „Strukturverben“, »verbos estructurados« bezeichnet werden. Indem sie dieses Ziel erreichen, bilden sie „komplexe Prädikate“ oder zusammengesetzte Prädikate, aber auf einem ihnen jeweils spezifischen, innewohnenden und charakteristischen Wege.
Marcos Marín u. a. (1998) klassifizieren die Verben, verbos no predicativos wie folgt :
- verbos copulativos: ser, estar;
- verbos auxiliaries: haber, ser, estar;
- verbos semicopulativos o cuasi-copulativos: quedarse, volverse, ponerse, parecer und llamarse;
- verbos cuasi-auxiliaries: abrir, acabar, alcanzar, andar, comenzar, continuar, deber, decir, empezar, hallarse, ir, llevar, quedar, resultar, seguir, tener, venir;
- verbos modales: poder, querer, saber, soler, necesitar, tener que, haber que und deber de.

## Kopulaverben und Kopulaersatz
Neben den beiden Kopulaverben „estar“ und „ser“ finden sich im Spanischen noch eine weitere Anzahl von Verben, die neben ihrer Funktion als Vollverben auch als Kopulaverben eingesetzt werden können. In dieser Funktion verlieren sie dann ihren lexikalischen Wert und meinen nur noch eine Seinshaftigkeit. Denn während die prädikativen Verben, verbos predicativos volle semantische Bedeutung aufweisen und als semantischer bzw. syntaktischer Kopf des Prädikats in Erscheinung treten, agieren die kopulativen Verben, verbos copulativos als „Bindewörter“ zwischen Subjekt und Attribut. – Beispiele:
```
Juana 
conducía
 el coche de su hermano.
 
conducía
 ist der 
Kopf
 des Prädikats

José 
está
 cansado.
 
está
 ist zu einem „Bindewort“ zwischen 
Subjekt
 und 
Attribut
 geworden.
```

Durch ihre Eigenschaft, schon als Vollverben Zustandhaftigkeit auszudrücken, sind sie besonders als Kopulaersätze, verbos pseudocopulativos geeignet. Anders aber als die echten Kopulaverben sind semantisch nicht leer.
Hinsichtlich der Anzahl der Verben die im spanischen zu den Kopulaverben, verbo copulativo o verbo copulativo  zählen gibt es keine Einhelligkeit bei den verschiedenen Hispanisten; Felixberger (1974) rechnet hierzu achtzehn Verben. Es werden neben den beiden wichtigsten Kopulaverben estar und ser noch weitere bedeutsame Verben wie etwa quedarse, volverse, ponerse, parecer und llamarse genannt. – Beispiele:
```
 
Volverse
: 
Miguel se 
volvió
 loco de alegría.
 
sich wandeln; werden

 
Hacerse
: 
Miguel se 
hizo
 el tonto con la fecha de la entrevista de trabajo.
 
sich verwandeln; werden

 
Salir
: 
La comida no 
salió
 rica.
 
entspringen; werden; hervortreten

 
Ponerse
: 
Miguel se 
puso
 loco de alegría.
 
werden zu; vorübergehend werden; anfangen
```

```
 
Seguir
: 
Sigue
 enfadada conmigo.
 
verfolgen; weiterverfolgen; folgen

 
Mantenerse
: 
Miguel se 
mantuvo
 callado toda la clase.
 
bleiben; sich erhalten

 
Quedarse
: 
Miguel se 
quedó
 de piedra.
 
bleiben; dableiben; zurückbleiben
```

```
 
Resultar
: 
El problema 
resultó
 difícil.
 
sich erweisen; sich ergeben

 
Salir
: 
Salió
 enfermo del examen.
 
ausgehen; hinausgehen

 
Llamarse
: 
Ese alumno se 
llama
 Pedro.
 
heißen; sich nennen

 
Andar
: 
Anda
 despistado todo el día.
 
gehen; wandeln

 
Creerse
: 
Miguel se 
cree
 listo.
 
sich halten für; glauben

 
Sentirse
: 
Miguel se 
siente
 indispuesto.
 
sich fühlen
```

Die Abgrenzung ist deshalb schwierig, weil es eine Reihe von (Voll-)Verben gibt, die die Funktion von Kopulaverben übernehmen können und dann in der Konsequenz als solche verwendet werden.
Kopulaverben haben die syntaktische Funktion zwei Elemente zu verknüpfen. So verbinden sie das Subjekt des Satzes mit einem Nomen oder einem Adjektiv, den Prädikativa. Zusammen mit dem Nomen oder dem Adjektiv bilden sie das Prädikat eines Satzes. „Ser“ in Verbindung mit einem Adjektiv ordnet dem Subjekt ein konstitutives Merkmal zu; vereinfacht klassifiziert und definiert es das Subjekt. „Estar“ in Verbindung mit einem Adjektiv zeigt einen durch Veränderung entstandenen oder aber veränderlichen Zustand des Subjekts an; vereinfacht konkretisiert es das prozesshafte im Subjekt.
Manche Hispanisten, Kay-Eduardo González-Vilbazo und Eva-Maria Remberger (2007) betrachten die Kopulaverben auch als eine Art von Hilfsverben. Da die Kopula sich als eine semantisch leere verbale Kategorie darstellten, einer Kategorie also, die nur funktionale, aber keine lexikalische Bedeutung in sich trüge.
Wird das Prädikat (siehe auch Verbalphrase) vermittels eines Kopulaverbs gebildet, steht es mit einem substantivischen oder adjektivischen Prädikativum; die Kopulaverben sind intransitive Zustandsverben. Die Kopula oder die als Kopula verwendeten Verben sind gewissermaßen eine semantisch leere Kategorie, also eine Kategorie die lexikalisch unbedeutend und mehr funktionell zu sehen ist (siehe auch Urindogermanische Kopula).
Auf Carlson (1977) geht die semantische Unterscheidung zwischen individual level predicates (ILP) und stage level predicates (SLP) zurück. Das Kopulaverb „ser“ (sein/ser/essere) wird in sprachlichen Kontexten verwendet, die die Individuenprädikate (ILP) betreffen, während das Kopulaverb „estar“ (stehen/estar/stare) vor allem zusammen mit Stadienprädikaten (SLP) auftreten. – Beispiele:
```
 
Juana 
es
 inteligente.
 „individual level predicates (ILP)“ mit „ser“
 
Juana 
está
 enamorada.
 „stage level predicates (SLP)“ mit „estar“
[
27
]
```

Semantisch lassen die Individuenprädikate (ILP, individual level predicates oder predicados de nivel individual) solche Eigenschaften bedeuten, die das (handelnde) Subjekt als Individuum und nicht den Zustand des Individuums beschreiben. Solche Eigenschaften (Wesen) sind zumeist dauerhafte, inhärente Eigenschaften des Individuums. Ferner sind sie Bezug auf eine räumlich-zeitliche Referenz und Situation nicht spezifizierend oder allgemeingültig. Das Kopulaverb „ser“ ist nur als ILP,predicados de nivel individual kompatibel und kann deshalb nicht in einer Referenzsituation auftreten, wie etwa „gerade eben“ oder „in diesem Moment“.
```
 
Juana 
es
 espigada.
 Juana ist hochgewachsen. (ILP, 
predicados de nivel individual
) mit „ser“
```

Inkorrekt wären:
```
 
*Juana 
está
 espigada.
 oder 
*Juana 
es
 espigada 
en este momento
.
```

Die Stadienprädikate (SLP, stage level predicates oder predicados de estadio) hingegen setzen temporäre oder episodische Eigenschaften eines Subjektes um. Deshalb können sie hinsichtlich ihrer räumlich-zeitlichen Bezüge und der Ereignissituation als spezifisch beschrieben werden.
```
 
Estas cerezas 
son
 agrias porque así fueron cultivadas.
 
Diese Kirschen sie sind sauer weil sie so waren gezüchtet.
 „individual level predicates (ILP)“ mit „ser“ 
Presente simple
 + 
Pretérito indefinido de indicativo

 
Estas cerezas 
están
 agrias porque todavía no están maduras.
 
Diese Kirschen sie sind sauer weil sie noch nicht sie sind reif.
 „stage level predicates (SLP)“ mit „estar“ Presente simple + Presente simple
```

### Die Kopulaverbenestarundser
Die beiden Kopulaverben „estar/ser“ können als Hilfsverben betrachtet werden, da sie gewissermaßen eine semantisch leere Kategorie bilden, die primär eine funktionelle aber keine lexikalische Bedeutung tragen. In der spanischen Sprache ist allgemein betrachtet die Differenzierung zwischen der Darstellung als „Geschehen“ oder Darstellung als „Zustand“ sehr viel stärker ausgebildet als in der deutschen Sprache. Im Spanischen hängt die Auswahl der Kopulaverben „estar vs. ser“ auch stark von der Sprecherperspektive (Pragmatik) ab.
Dabei kann nur das Kopulaverb „ser“ ein Vorgangspassiv bilden, die mit „estar“ und dem Partizip, participio pasado o perfecto gebildeten Konstruktionen sind kein Vorgangspassiv, hier verhält sich das participio pasado o perfecto wie ein Adjektiv. Es liegt keine agentive Präpositionalphrasen vor; „agentive Verben“ oder auch „aktionale Verben“ sind Bewegungsverben und gehören zu den „Handlungsverben“.
```
La casa 
fue arruinada
 por el enigmo.
 indefinido + participio pasado. 
Vorgangspassiv

La casa 
estaba
 arruinada.
 (* por el enigmo) imperfecto + participio pasado, die Beifügung durch den Feind, 
por el enigmo
 wäre ungrammatisch. 
Zustandspassiv
```

Bei einem perfektiven Zustand wird gekennzeichnet, dass der Tatbestand, die Handlung die über einen bestimmten Zeitraum stattfand, einen bekannten Anfang und Ende aufweisen. Einem imperfektiven Zustand fehlen dieses Aspekte. Adjektive die mit „ser“ kombiniert werden, repräsentieren imperfektive Zustände, solche die mit „estar“ kombiniert wurden perfektive Zustände.
Ob das Gegensatzpaar „ser/estar“ etwas mit den imperfektiven und perfektiven Aspektformen zu tun habe, so u. a. Luján (1981) oder Kees Hengeveld (1986) bleibt in der hispanistischen-wissenschaftlichen Diskussion offen. Doch sind beide Kopulaverben sowohl mit den perfektiven als imperfektiven Aspektformen kombinierbar, einzig weist das Hilfsverb „estar“ auf eine „spezifische Topikzeit“, so Klein (1994) hin. Die Topikzeit TT ist das Zeitintervall, in dem etwas versprachlicht wird und für die die Äußerung Gültigkeit beansprucht.
Der Ursprung der beiden spanischen Formen für „sein“ liegt in den lateinischen Positionsverben lateinisch stāre, und lateinisch sedēre, die in die spanischen Verben estar und ser eingingen.
- sowie das ursprüngliche stāre (lateinisch stāre[43]; Infinitiv Präsens dastehen, stehen) den Weg → *estare → estar[44]
- dabei nahm das ursprüngliche sedēre (lateinisch sedēre[45]; Infinitiv Präsens dasitzen, sitzen) den Weg → *seder → seer → ser, oder aber esse → èssere (im Italienischen) → ésser (im Katalanischen) → ser

Positionsverben werden in diesem Zusammenhang als zwei Sorten von Verben verstanden, die die Position des Subjekts näher beschreiben, so etwa auf die Frage mit „wo“ eine Aktion beschreiben wie z. B. sitzen, stehen, hängen oder auf die Frage mit „wohin“ mit den Verben z. B. legen, stellen, setzen die Tätigkeit näher erläutern.
Im Gegensatz zum Deutschen – hier nutzt man die Hilfsverben haben, werden, sein – werden im Spanischen alle zusammengesetzten Zeiten mit dem Hilfsverb haber gebildet. Aber die beiden Hilfsverben estar und ser werden für die Konstruktion der passiven Zeitformen benötigt. Estar oder ser sind die spanischen Entsprechungen von „deutsch werden“ oder „deutsch sein“ als Kopulaverben oder Hilfsverben.
Ferner existieren im Spanischen noch verbos pseudocopulativos o semipredicativos. Diese üben eine ähnliche Funktion im Satz wie die eigentlichen Kopulaverben aus. – Einige Beispiele: salir, parecer, andar.
Die Unterscheidung beider „Seinsformen“ bereitet dem deutschen Muttersprachler häufig gewisse Schwierigkeiten, es treten Interferenzfehler auf. Ein wesentlicher Unterschied liegt bei Verwendung des deutschen Verbs „sein“ darin, dass im Spanischen „estar“ in seiner prädikativen Position zusätzlich den Aspektformen, also die zeitlichen Begrenzung auszudrücken vermag, was mit dem spanischen Verb „ser“ aber nicht möglich ist.
- Estar: acción, cambio de estado, condición, emoción, estado (estado de salud, estado de ánimo), localización, posición, precios fluctuantes. (Stadienprädikate, stage level predicates)[60] Also Tatbestände mit Zeitstellenwert, momentanes „So-Sein“ oder vorübergehende Zustände, Dispositionen[61] oder Eigenschaften vor oder nach einer Veränderung sowie spezifische Topikzeit TT nach Klein (1994).[62]
- Ser: carácter, caracteristica, características permanentes, clase, color, descripción, evento, fechas, forma, frases impersonales, identidad, marca, origen, ocupación, profesión, pertenencia, precios en general, procedencia, relaciones, sucesos sociales. (Individuenprädikate, individual level predicates). Also Tatbestände oder Handlungen, i. w. S. ohne „Zeitstellenwert“, das „generelle Sein“ oder dauerhafte (Seins-)Zustände oder Eigenschaften.[63]

Das Spanische nutzt das Verb „estar“ ebenso häufig. Es stellt für den deutschen Muttersprachler die schwierigere „Seinsform“ dar und führe nach Scholz (2009) zum Ranschburg-Phänomen. Das Ranschburg-Phänomen auch als Ähnlichkeitshemmung bekannt beschreibt eine Gedächtnishemmung bei der Wiedergabe von ähnlichen Lerninhalten, die mit mangelhafter Differenzierung (gleichzeitig oder zeitnah) dargestellt wurden.

#### Übersicht; Verwendung vonestar
- zumeist nicht-permanentes Sein
- zur Beschreibung von zeitlich begrenzten Geschehen und Handlungen, also vorübergehenden Zuständen; um wahrgenommene Veränderungen aus der Sicht des Sprechenden mitzuteilen oder um auszudrücken, dass es sich bei den Zuständen, Geschehnissen oder Handlungen um das Ergebnis eines Prozesses handle;
- zur subjektiven Beschreibung vorübergehender Zustände, Geschehen oder Handlungen;
  - etwa in der Konstruktion „estar“ + adverbio + „que“ + Subjuntivo;
- Aussagen über den Status des Seins;
- zur örtlichen Lokalisierung, im Sinne von sich befinden eines Subjekts, aber nicht, um den Ort eines Ereignisses, im Sinne von stattfinden anzugeben;
- zur Angabe von Tages- und Jahresverläufen mit „estamos a fecha“, estamos en – Beispiele: Estamos a martes y trece. Estamos en junio.;
- mit dem Partizip Perfekt, participio perfecto, zur Angabe des Ereignisses einer Handlung – Beispiel: El coche está destrozado. ;
- in der Konstruktion estar + gerundio – Beispiel: Me está molestando.;
- in Konstruktionen estar + infinitivo – Beispiel: Mis hermanos están al llegar.;
- bei der Verwendung in analytischen Passivkonstruktionen mit estar bei einer vollendeten Handlung (Zustandspassiv). – Beispiel: Las barcas están construidas Die Kähne sind fertig gebaut;* bei bestimmten Adjektiven, z. B. – lleno, sano, solo, muerto, roto, enfadado, contento, cansado – etc. beschreibt estar einen Zustand, der gerade eintritt oder für eine gewisse Weile andauert, jedoch nicht für einen längeren Zeitraum, im Sinne des deutschen „werden“. – Beispiel:
- Él está loco Er ist zurzeit wie wahnsinnig.[65][66]

##### Ausführungen und Beispiele fürestar
- estar dient zur Angabe des Wo im engen und weiteren Sinn. Vereinfacht: nur vorübergehende, von dem jeweiligen Umständen abhängige Zustände des Seins; ein implizites „Werden“. – Beispiele:

```
¿Dónde está Lucas?
 
Wo ist L.?;

Luis está en el baño
 
L. ist im Bad;

Estamos aquí
 
Wir sind hier;

Sant Jordi está en el sur de Mallorca
 
S.
 
J. liegt im Süden von Mallorca;

Cuba está a 90 millas de Estados Unidos
 
Kuba liegt 90 Meilen von den USA entfernt;

Manolo estaba en el mejor momento de su carrera
 
M. war auf dem Höhepunkt seiner Laufbahn;

Estuve un año en paro
 
Ich war ein Jahr arbeitslos;

El país está en crisis
 
Das Land ist in der Krise.
```

- estar als Vollverb bedeutet „anwesend sein“. – Beispiele:

```
¿Está Laura?
 
Ist Laura da?;

Te llamé pero no estabas
 
Ich rief dich an, aber du warst nicht da.
```

- estar ist das Kopulaverb für Adjektive, Adverbien und Wortgruppen, die Zustand und Befinden bezeichnen. – Beispiele:

```
La sopa está fría
 
Die Suppe ist kalt;

Las camisas estaban todavía húmedas
 
Die Hemden waren noch feucht;

El mono está sucio
 
Der Overall ist schmutzig;

Los plátanos estaban verdes
 
Die Bananen waren unreif;

¿Cómo estás?
 
Wie geht’s dir?

Estoy maluca estos días
 
Mir geht’s dieser Tage nicht gut;

Estuve cinco días con fiebre
 
Ich hatte fünf Tage Fieber;

Estábamos que no cabíamos en nuestro gozo
 
Wir waren überglücklich;

Estoy a régimen desde ayer
 
Ich halte seit gestern streng Diät.
```

- estar ist das Kopulaverb für Ausdrücke, die ein als außergewöhnlich empfundenes Aussehen oder Benehmen bezeichnen. – Beispiele:

```
Rosa está más guapa con el pelo corto
 
Rosa sieht mit kurzem Haar besser aus;

Qué rica está la sopa
 
Wie gut die Suppe schmeckt;

¿Por qué están tan tranquilos los críos?
 
Warum sind die Kinder so ruhig?
[
67
]
```

#### Übersicht; Verwendung vonser
Eine semantische Unterscheidung, also eine Unterscheidung, die auf der Bedeutung der Wörter beruht, die das Verb ser begleiten:
- zumeist permanentes Sein
- bei Definitionen und Identitätsangaben, etwa Angaben über den Beruf;
- bei Aussagen über das fundamentale Sein, ser die Essenz des Seins, esencia; vereinfacht sind es kaum veränderbare Seinszustände, die einen umfangreicheren Abschnitt des Lebens oder gar das gesamte Leben beschreiben;
- bei der Versprachlichung von Angaben über Herkunft, Material, Besitz und Gruppenzugehörigkeit (Nationalität), Sein plus Eigenschaft;
- zur räumlichen und zeitlichen Einordnung eines Geschehens oder einer Handlung;
- gibt die räumliche Position ausschließlich bei einer dauerhaften, permanenten und fixen Ortsbestimmung oder Ortsangabe an;
- zur sachlichen, neutralen Beschreibung von Personen, ihrer wesentlichen Eigenschaften;
- zur objektiven Beschreibung von dauerhaften Zuständen;
- zur Angabe des exakten Datums, der Uhrzeit und von Preisen;
- bei der Verwendung in analytischen Passivkonstruktionen, mit ser im Sinne einer sich vollziehenden Handlung (Vorgangspassiv, pasiva con ser o pasiva de proceso). – Beispiel:

```
Las barcas fueron construidas en seis meses
 
Die Kähne wurden in sechs Monaten gebaut.
 
Ser
 entspräche dem deutschen 
werden
 und 
estar
 dem deutschen 
sein
;
```

- in Begleitung spezifischer Adjektive, z. B. feliz, culpable, inocente, inteligente, necesario, importante etc., um einem Objekt oder einem Begriff eine Eigenschaft a priori zuzusprechen;
  - so in den Konstruktionen des unpersönlichen Ausdrucks, gebildet mit der Konjunktion „que“, welche dann häufig den Subjuntivo auslösen. Es sind Sätze, die im Deutschen regelhaft mit „Es ist“ beginnen. – Beispiele: „ser“ + „Substantiv“ + „que“ + „subjuntivo“; „ser“ + „Adjektiv“ + „que“ + „subjuntivo“;
- zur Bildung von Spalt- und Pseudospaltsätzen oder Sperrsätzen.

Ser erläutert also einen Zustand, ein Geschehen oder eine Handlungsfolge, die permanent gegeben ist, im Sinne des deutschen „sein“. – Beispiel:
```
Él es loco
 
Er ist ein Wahnsinniger.
[
69
]
[
70
]

¡Soy un ser humano!
 
Ich bin (besitze) ein menschliches Sein! Ich bin ein menschliches Wesen!
```

##### Ausführungen und Beispiele fürser
- ser dient zum Klassifizieren und Identifizieren: etwas oder jemand ist oder gleicht etwas oder jemand. Vereinfacht: charakteristisches, unveränderliches, von den jeweiligen Umständen unabhängiges Sein oder Wesenszüge des Subjekts. – Beispiele:

```
Pablo es médico.
 
P. ist Arzt;

Jorge es el último de la fila.
 
J. ist der Letzte in der Schlange;

Esas señoras son argentinas.
 Diese Damen sind Argentinierinnen;

Montserrat Figueras es la esposa de Jordi Savall.
 
M.
 
F. ist die Ehefrau von J.
 
S.
;

Maite es ella, yo soy Rosa.
 
Maite ist sie, ich bin Rosa;

Eres un cielo.
 
Du bist ein Schatz;

¿Quiénes sois vosotros?
 
Wer seid ihr?;

¿Qué es esto?
 
Was ist das?;

¿Cuál es la diferencia?
 
Was ist der Unterschied?;

Esto es un churro.
 
Das ist ein 
Churro
;

La reunión fue un éxito.
 
Das Treffen war ein Erfolg;

Vivir es luchar
 
Leben heißt Kämpfen;

El/ Un problema es que sigue nevando.
 
Das/ Ein Problem ist, dass es weiter schneit.
```

- ser dient zum Prädizieren mit definiten oder indefiniten Mengenausdrücken. – Beispiele:

```
Dos más dos son cuatro.
 
Zwei plus zwei gleich vier;

Las dos cantidades son iguales.
 
Beide Mengen sind gleich;

Una peseta no era mucho.
 
Eine Pesete war nicht viel;

Todo esto es demasiado para mí.
 
Das alles ist zu viel für mich.
```

- ser dient zum Prädizieren der Zeit. – Beispiele:

```
¿Qué hora es?
 
Wie spät ist es?;

Son las doce y media.
 
Es ist halb eins;

Ya es tarde.
 
Es ist bereits zu spät;

En Lima es verano.
 
In Lima ist es Sommer;

Es aún pronto para decidir.
 
Es ist noch zu früh für eine Entscheidung;

Es hora de actuar.
 
Es ist Zeit zum Handeln.
```

- ser ist bzw. ersetzt ein Verb des Geschehens. – Beispiele:

```
La final es el domingo.
 
Das Finale ist (findet statt) am Sonntag;

La cita será en mi casa.
 
Das Treffen wird bei mir zu Hause sein;

Todo fue por mi retraso.
 
Meine Verspätung war an allem schuld;

No era para que te pusieras así.
 
Das war kein Grund, um dich so aufzuführen.
```

- ser ist das Kopulaverb für Adjektive, die Eigenschaften bezeichnen. – Beispiele:

```
Rusia es enorme.
 
Russland ist riesengroß;

Las calles eran muy estrechas.
 
Die Straßen waren sehr eng;

Algunos buenos jugadores son bajitos.
 
Einige gute Spieler sind kleingewachsen;

¿Por qué son redondas las estrellas?
 
Warum sind die Sterne kugelförmig?;

El hombre es libre.
 
Der Mensch ist frei;

Los pobladores eran hospitalarios y pacíficos.
 
Die Einwohner waren gastfreundlich und friedfertig;

Serán pobres, pero no son tontos.
 
Sie sind wohl arm, aber nicht dumm;

Aquella victoria fue decisiva.
 
Jener Sieg war entscheidend;

Nuestra clientela es internacional.
 
Unsere Kundschaft ist international.
```

- ser ist das Kopulaverb für Wortgruppen, die zur Merkmalangabe dienen. – Beispiele:

```
La caja es de cartón.
 
Die Schachtel ist aus Pappe;

La blusa era a cuadros.
 
Die Bluse hatte ein Karo-Muster;

¿De dónde eres?
 
Wo kommst du her?;

Soy de un pueblo del norte.
 
Ich komme aus einem Dorf im Norden.
```

- ser + Possessivpronomen drückt Besitz aus. – Beispiele: Todo esto es mío Das alles gehört mir; Vendía pisos que no eran suyos Er verkaufte Wohnungen, die ihm nicht gehörten;
- ser und die Präposition de, um den Ursprung, die Herkunft auszudrücken. – Beispiele:

```
Este bolso es de cuero, ¿verdad?
 
Diese Tasche ist aus Leder, nicht wahr?;

Este carruaje es del alcalde.
 
Diese Kutsche stammt vom Bürgermeister.
```

#### Semikopulative Verben
Sie rekrutieren sich zumeist aus der Gruppe der „prädikativen Verben“, die in bestimmten Satzkonstruktionen dann als Kopula auftreten oder agieren und damit teilweise ihre ursprüngliche semantische Bedeutung verlieren. Zu den prädikativen Verben gehören insbesondere solche:
- Verben, die einen Prozess beschreiben;
- Verben, die einen Zustand, Gefühl, Beziehung bezeichnen;
- Verben, die einen Aussageinhalt bezeichnen.

Semikopulative Verben, verbos pseudocopulativos o semicopulativos lassen sich durch kopulative Verben austauschen. Verbbeispiele hierfür sind permanecer, seguir, andar, terminar, resultar, continuar, acabar, acabar, quedarse, ponerse, hacerse, revelarse, devenir, volverse, mostrarse, asemejar usw. – Beispiele:
```
Juana 
se siente
 triste. Juana 
está
 triste.

Juana 
se ha hecho
 monja. Lucía 
es
 monja.

Juana 
se encuentra
 estupendamente Ana 
está
 estupendamente.
[
72
]

Pedro 
anda
 apesadumbrado estos últimos días.  Pedro 
está
, parece, apesadumbrado estos últimos días.
```

## Hilfsverben im Spanischen
Die Hilfsverben, verbos auxiliaries können nur mithilfe eines flektierten Vollverbs, verbo completo das Prädikat eines Satzes bilden. Sie werden für die Bildung der passiven Zeitformen, das Vorgangspassiv mit ser und das Zustandspassiv mit estar, der zusammengesetzten Zeiten, mit haber sowie in den Verbalperiphrasen, perífrasis verbales verwendet.
Strenggenommen gelten als perífrasis verbales nur die Verbindungen aus dem Hilfsverb plus dem Infinitiv, etwa acabar de + infinitivo, Hilfsverb plus Gerundio, etwa seguir + gerundio. Eine Verknüpfung von Hilfsverb + Partizip kann nur dann als perífrasis verbales betrachtet, wenn das Hilfsverb ser eingesetzt wurde, perífrasis pasiva. – Beispiele:
```
la casa 
fue
 construido en 1934
 
Vorgangspassiv, 
pasiva con ser

estábamos jugando
 en el bosque junto a la carretera
 
verbale Umschreibung, 
perífrasis verbal

has
 hecho
 
Pretérito perfecto de indicativo
```

Im Gegensatz zu den syntaktisch, einfachen (nur aus Vollverben, finite Verben) gebildeten Zeiten, weisen die zusammengesetzten Zeiten, tiempos compuestos als syntaktisch komplexere oder periphrastische Tempusformen (mit einer Auxiliarverb-Konstruktion, finites Verb in Verbindung mit einer Periphrase oder infiniten Verb) eine Ähnlichkeit zu den Verbalperiphrasen oder auch verbalen Umschreibungen, perífrasis verbales auf. – Beispiele:
```
Los ojos de Juan se 
han inflamado
.
 
Pretérito perfecto de indicativo
 mit dem Hilfsver „haber“

Los ojos de Juan 
están inflamados
.
 „estar + participio“ Vollendung der Handlung
[
75
]
```

Das Auxiliar, verbo auxiliar und Verb nehmen dabei eine morphologische definierte Form ein.

## Modalverben in der spanischen Sprache
Modalverben, verbos modales sind ein Ausdrucksmittel der Modalität, modalidad lingüística sie bieten der Übersetzung oder Übertragung in eine andere Sprache große Schwierigkeiten da diese Verben eine stark polyfunktionale Semantik aufweisen.
Von den Modalverben sind die Modaladverbien, adverbio de modo zu unterschieden, zu letztern zählen etwa die Worte así, bien, como, cual, igual, mal, mejor (de bien) usw., es sind Adverbien der Art und Weise.
Die Bezeichnung kann missverständlich sein, denn trotz des gemeinsamen Wortteils „modal“ besteht bei einigen Worten kein unmittelbarer Bezug zum sprachwissenschaftlichen Begriff der Modalität (also Begriffen wie Möglichkeit und Notwendigkeit), und daher auch keine inhaltliche Verwandtschaft mit dem Begriff „Modalverb“. Adverbien, die hingegen die Kategorien der Modalität bezeichnen, wie „vielleicht, wahrscheinlich“, werden in dieser Terminologie stattdessen als „Satzadverbien“ oder „Modalwörter“, complemento circunstancial bezeichnet.
Dieser Typus des Strukturverbs bezeichnet keine Handlung, sondern das Verhältnis zwischen dem Subjekt des Satzes und dem Vorgang, der im Satz durch das Vollverb im Infinitiv versprachlicht ist sowie das Verhalten des Redenden zur Realität der Aussage.
Wichtig für das übersetzerische Handeln scheint die Betrachtung der Modalverben im textuellen Kontext zu sein, der für das Erkennen und die Abgrenzung der verschiedenen semantischen Qualitäten, den Bedeutungseigenheiten dieser Verben bedeutsam ist. Es zeigt sich regelhaft, das „Aspektsprachen“ (und das Spanische kann hierzu gezählt werden; durch den Pretérito indefinido de indicativo bzw. Pretérito imperfecto de indicativo) eine geringere Anzahl an Modalverben besitzen als die „Nichtaspektsprachen“, wie beispielsweise das Deutsche. – Beispiele:
```
* 
poder; querer; saber; soler; necesitar; tener que; hay que; haber que; deber de.
```

```
poder
 
können
, im Sinne der Möglichkeit und Erlaubnis von außen;

querer
 wollen, als Willensäußerung,

saber
 
können
, im Sinne von Wissen und Fähigkeit,

soler
 
können
, im Sinne von etwas zu tun pflegen;

necesitar
 
brauchen

tener que
 
müssen
, eine zwingende oder äußere Notwendigkeit, Druck ausüben von außen;

hay que
 
man muss
, ein unpersönlicher Zwang;

deber que
 
verpflichtet
, eine Pflicht oder innere Notwendigkeit, auch im Sinne eines inneren Zwangs;

haber que
 
etwas machen zu
, etwas Vertraglich geregelt, eine abgesprochene Regelung.
```

Das deutsche Modalverb „sollen“ wird im Spanischen in anderer Weise als im deutschen differenziert angewendet:
```
deber
 
sollen
, als Pflicht, aus einem inneren Zwang;

tener que
 
sollen
, als Notwendigkeit, aus einem äußeren Zwang;

haber de
 
sollen
, aus einer vertraglichen Verpflichtung, Bindung an Absprache.
```

Das deutsche Modalverb „dürfen“ wird im Spanischen wie folgt umschrieben:
```
poder + infinitivo
 
dürfen
, im Sinne die Erlaubnis haben;

no deber + infinitivo
 nicht dürfen, keine Erlaubnis haben;

tener permiso para + 
infinitivo
 
dürfen
, die Berechtigung haben;

no se puede
 
man hat keine Erlaubnis
```

Das deutsche Modalverb für „mögen“, stellt sich im Spanischen wie folgt dar:
```
gustar
 
gefallen, gern tun, auch gern haben
;

preferir
 
bevorzugen, lieber mögen, präferieren
; aus einer Auswahl etwas Bevorzugen;

tener ganas de + infinitivo
 
Lust haben auf
, aus einem Verlagen heraus mögen;

decir que + 
subjuntivo
 
es tun mögen
, eine gewünschte Aufforderung;

Verb im Imperativo
 
sie mögen es endlich tun
.
```

In der deutschen Sprache kann die Modalität durch den Verbmodus, also den Indikativ oder Konjunktiv, als auch durch die Modalverben (dann zusätzlich noch der Optativ und Imperativ), wie etwa „müssen“ (Notwendigkeit, Vermutung), „können“ (Fähigkeit, Erlaubnis, Möglichkeit, Vermutung), „mögen“ (Wunsch, Vermutung), „sollen“ (Eventualität, Order, Empfehlung, Vermutung), „wollen“ (Wille, Notwendigkeit), „dürfen“ (Erlaubnis, Vermutung) sowie durch Modalwörter, wie „vielleicht“, „angeblich“, „anscheinend“, „eventuell“, „sicherlich“, „wohl“ usw. ausgedrückt werden. Damit steht der Begriff der Modalität weiteren Begriffen wie der der Evidentialität und der Redewiedergabe nahe. Besonders dann, wenn die Modalität als eine propositionale Sprechereinstellung verstanden wird und entsprechend den drei propositionalen Einstellungen des Sagens, des Glaubens und des Wollens die drei Modalitätsbereiche der Behauptung oder Assertion, der Evaluation und der Volition wiedergegeben werden.
Die Modalverben erlauben dem Sprecher in den germanischen Sprachen seine verschiedene Einstellungsarten darzustellen. Das grenzt die Modalverben zum Begriff des Modus insofern ab, als im Modus auf die Realisierungswirklichkeit der Handlung Bezug genommen wird, die Modalverben aber Auskunft über die Lage des Subjekts zur Handlung an sich geben. Ein Subjekt muss, kann, mag, soll, will, darf usw. eine Handlung ausführen oder realisieren.
Zwei Termini sind von Bedeutung: die deontische Modalität, die sich auf (noch) nicht tatsächlich geschehene Ereignisse bezieht, deren Eintritt aber erwünscht ist (extrasubjektiv, „was sein soll“), und die epistemische Modalität für das, was für möglich gehalten wird (intrasubjektiv, „was sein mag“). Hier geht es um die Art der Voraussetzungen die einen Sprecher zu einer modalisierten sprachlichen Äußerung veranlassen. Beim deontischen Gebrauch wird mittels der Modalverben der von der Proposition denotierte Sachverhalt nicht als faktisch gegeben, sondern als möglich bzw. erlaubt, notwendig oder erwünscht betrachtet, sind also die Umstände der Verpflichtung, des Erlaubt-seins oder Verboten-seins wichtig. Beim epistemischen Gebrauch hingegen beziehen sich die Modalverben auf die Sprechereinstellung, sind die Umstände des Vermutens und des Wissens entscheidend. Die deutschen Modalverben sind im Hinblick auf diese beiden Termini polysem; mit anderen Worten, sie zeichnen sich durch zwei mögliche Lesarten aus.
Auch für die romanischen Sprachen stehen Verbalmodi, Modalverben, Modaladverbien und Modalpartikeln in unterschiedlicher Gewichtung zum Ausdruck der Modalität zur Verfügung. Aus übersetzerischer Sicht sind es die fehlenden oder unzureichend bestimmten Übersetzungsäquivalente der deutschen Modalverben bzw. Modalitätsausdrücke, die eine Übertragung in die spanische Sprache erschweren – ein Phänomen, das sich darin zeigt, dass für das bestimmte deutsche Modalverb häufig eine lange Reihe von Regeln, Erklärungen und Sprachbeispielen im Spanischen angegeben werden müssen, wobei je nach Kontext unterschiedliche Übersetzungen zu wählen sind.
Die Modalverben, verbos modales, können prinzipiell mit jedem Verb verknüpft werden. Es sind Verben, die den Inhalt eines anderen Verbs abändern. In semantisch Hinsicht werden die Modalverben in ihrer Verknüpfung „bedeutungsleerer“. Die Modalverben haben keine direkte lexikalische Bedeutung, vielmehr ändern sie für die nachfolgenden Verben die Bedeutung; sie klären die Beziehung zwischen dem Subjekt des Satzes und der zu beschreibenden Tätigkeiten. Folgende Verben übernehmen diese Aufgaben; einige Beispiele: querer wollen, poder können, tener que müssen, hay que. man muss, deber sollen, necesitar benötigen. Den Modalverben folgt stets der Infinitiv.
Deutsche Modalverben, wie tener que, müssen, (sollen) deber, sollen, (müssen), dürfen, poder, können, querer, wollen, mögen bzw. möchten und gewissermaßen noch werden, (nicht) brauchen lassen sich nicht immer direkt in das Spanische übertragen und umgekehrt.
In Sätzen mit Modalverben lässt sich sowohl das Modalverb als auch das infinite Verb negieren, in dessen Folge sich jeweils ein semantischer Unterschied einstellen kann. – Beispiele:
```
 
Tu gato no puede ladrar.
 
Dein Kater nicht er kann bellen.

 Aber 
Tu gato puede no ladrar.
 
(Vielleicht) dein Kater er kann nicht bellen.
[
96
]
```

### Satzstellung der Objektpronomen bei Modalverben und Verbalperiphrasen
Beinhaltet ein Satz ein Modalverb oder aber auch eine Verbalperiphrase, perífrasis verbal wird häufig von der Regel abgewichen, dass die unbetonten Objektpronomen vor dem konjugierten Verb, also in den zusammengesetzten Zeiten vor dem Hilfsverb stehen müssen. Bei den Objektpronomen, pronombres de complemento directo u indirecto unterscheidet man zwischen direkten und indirekten Objektpronomen. – Beispiel:
```
Lo he comprado en el supermercado.
 
Es ich habe gekauft im Supermarkt.
```

Für die Objektpronomen in Sätzen mit Modalverben oder auch Verbalperiphrase gilt; entweder steht das Pronomen vor dem finiten Verb oder aber nach dem infintivo bzw. gerundio. Wenn es nachgestellt wurde verschmilzt das Pronomen mit dem Infinitiv oder Gerundium zu einem Wort. – Beispiele:
```
Lo 
puedes
 comprar en el mercado central.
 oder aber 
Puedes
 comprarlo en el mercado central.

Te estoy hablando, ¿me escuchas?
 oder auch 
Estoy hablándote, ¿me escuchas?
```

#### Verbalperiphrasen
Das Spanisch greift auf eine große Anzahl an Verbalperiphrasen,perífrasis verbales zu, die (ebenso wie adverbiale Bestimmungen) zur Präzisierung des lexikalischen Aspekts des Verbs (d. h. Angabe der zeitlichen Begrenzung bzw. des zeitlichen Verlaufs der Handlung) dienen. Diese Verbalkonstruktionen können in Verbindung mit Infinitivo, Participo oder Gerundio gebildet werden. Auch existiert, vergleichbar zum Englischen, neben dem synthetischen Futur (futuro imperfecto) ebenfalls ein periphrastisches Futur (Bildung mit ir + a + Infinitiv). Beispiele:
```
 
Voy comprendiendo la situación.
  
Allmählich
 begreife ich die Situation.
 
No dejan de trabajar en el sol.
  Sie arbeiten 
unaufhörlich
 in der Sonne.
 
Su nuevo libro lo tiene escrito.
  Sein neues Buch hat er 
fertig
geschrieben.
 
Vamos a comprar un refresco.
  Wir werden (jetzt) ein Erfrischungsgetränk kaufen.
```

Die meisten romanischen Verbalperiphrasen, hier im Speziellen im Spanischen, werden in der deutschen Sprache typischerweise durch ein Adverb oder ähnlichem wiedergegeben.
```
 
Vengo de decirselo.
  Ich habe es ihr 
gerade
 gesagt.
 
Se empeñan en comprarlo.
  Sie wollen es 
unbedingt
 kaufen.
 
Llevo escrito dos libros.
 Ich habe 
schon
 zwei Bücher geschrieben.
```